# Олька (село)
Олька (словац. Oľka, русин. Олька) — село и одноимённая община в районе Медзилаборце Прешовского края Словакии. В письменных источниках начинает упоминаться с 1408 года.

## География
Село расположено в восточной части края, на берегах реки Ольки (бассейн Ондавы), при автодороге 554. Абсолютная высота — 236 метров над уровнем моря. Площадь муниципалитета составляет 31,46 км².

## Население
По данным последней официальной переписи 2021 года, численность населения Ольки составляла 260 человек.
Динамика численности населения общины по годам:
| Год:                | 1994 | 2004     | 2014     | 2024     |
| ------------------- | ---- | -------- | -------- | -------- |
| Количество человек: | 426  | 350      | 295      | 251      |
| Разница:            |      | −17,84 % | −15,71 % | −14,91 % |

Национальный состав населения (по данным переписи населения 2011 года):
| Национальность | Численность, человек |
| -------------- | -------------------- |
| русины         | 166                  |
| словаки        | 136                  |
| украинцы       | 2                    |
| цыгане         | 2                    |
| не указана     | 14                   |
| всего          | 320                  |

По данным переписи 2021 года, в конфессиональном составе населения преобладали греко-католики (83,3 %).